# France Football
France Football (IPA: [fʁɑ̃s futbol]) è un periodico francese di calcio fondato nel 1946.

## Storia
France Football è l'erede di Football, giornale che veniva pubblicato nel primo dopoguerra (1927-1944). FF è stato per un certo periodo anche il supporto su cui veniva pubblicato il France football officiel, organo ufficiale della Federazione calcistica della Francia (FFF). Football già prima della guerra pubblicava tutte le decisioni ufficiali della FFF.
FF è pubblicato su carta da giornale e in bianco e nero fino al febbraio 1977, quando viene introdotta la copertina a colori e la graffettatura delle pagine interne, che restano tuttavia in bianco e nero. Il colore guadagna via via terreno e da circa dieci anni la maggior parte delle pagine sono a colori. Le vendite aumentano con regolarità: circa 120 000 a numero nel 1975, circa 228 000 nel 2010.
FF ha sperimentato edizioni localizzate già negli anni Settanta, senza successo. France Football Afrique fu l'esempio più importante, ma ebbe la stessa sorte delle altre edizioni. Da rilevare che le copie dei vecchi numeri di FF variano da una regione all'altra. L'edizione parigina di FF proponeva per esempio un resoconto particolareggiato sul calcio dell'Île-de-France; oggi questa differenza è scomparsa. France foot 2 prese il posto del supplemento del venerdì di FF, ma fu abbandonato agli inizi degli anni Ottanta.

## Premi
La rivista France Football è nota soprattutto per il Pallone d'oro, il suo premio dedicato al miglior giocatore dell'anno di un campionato europeo. Fino al 1995 il premio era riservato ai giocatori europei. Attribuisce o ha attribuito anche altri premi:

### Pallone d'oro africano
La giuria è africana e ogni paese ha un voto. Iniziato nel 1970 dalla rivista, a partire dal 1985 è attribuito direttamente dalla Confédération Africaine de Football.

### Stella d'oro
È vinto dal giocatore della serie A francese che ha la media voti più alta a fine campionato. I voti di France Football sono espressi in stelle, da zero a sei. Sei stelle è un voto assegnato molto di rado, mentre zero stelle è frequente essendo di solito attribuito a ogni giocatore espulso.
Dalla stagione 1992-1993 esiste una classifica a parte per i portieri.

#### Albo d'oro
| - 1956-1957: Kees Rijvers - 1957-1958: Maurice Lafont - 1958-1959: Jules Sbroglia - 1959-1960: Raymond Kopa - 1960-1961: Pierre Bernard e Khennane Mahi - 1961-1962: André Lerond - 1962-1963: Daniel Charles-Alfred - 1963-1964: Rachid Mekloufi - 1964-1965: Robert Herbin - 1965-1966: Rachid Mekloufi e Roger Lemerre - 1966-1967: Rachid Mekloufi - 1967-1968: Roger Lemerre - 1968-1969: Roger Lemerre - 1969-1970: Bernard Bosquier e Mohamed Salem | - 1970-1971: Pavel Kouba - 1971-1972: Robert Herbin - 1972-1973: Henri Michel - 1973-1974: Jean-Marc Guillou - 1974-1975: Jean-Marc Guillou e Ignacio Prieto - 1975-1976: Dominique Baratelli - 1976-1977: Raymond Keruzoré e Daniel Leclercq - 1977-1978: Maxime Bossis - 1978-1979: André Rey - 1979-1980: Pierrick Hiard - 1980-1981: Dominique Dropsy - 1981-1982: Pierrick Hiard - 1982-1983: Maxime Bossis - 1983-1984: Pascal Olmeta | - 1984-1985: Ruben Umpierrez - 1985-1986: Luis Miguel Fernández - 1986-1987: Bruno Martini - 1987-1988: Bernard Pardo - 1988-1989: Basile Boli - 1989-1990: Jean-Luc Ettori - 1990-1991: Bruno Martini - 1991-1992: Fabien Piveteau - 1992-1993: Jean-Pierre Cyprien & Luc Borrelli - 1993-1994: Franck Durix & Fabien Piveteau - 1994-1995: Jean-Guy Wallemme & Christophe Revault - 1995-1996: Sonny Anderson & Christophe Revault - 1996-1997: Ali Benarbia & Christophe Revault - 1997-1998: Vikash Dhorasoo & Fabien Barthez | - 1998-1999: Néstor Fabbri & Alexander Vencel - 1999-2000: Marcelo Gallardo & Bernard Lama - 2000-2001: Pascal Cygan & Faryd Mondragón - 2001-2002: Philippe Mexès & Ulrich Ramé - 2002-2003: Ludovic Giuly & Mickaël Landreau - 2003-2004: Vikash Dhorasoo & Petr Čech - 2004-2005: Cristiano Marques « Cris » & Stéphane Cassard - 2005-2006: Franck Ribéry & Yohann Pelé - 2006-2007: Cristiano Marques « Cris » & Jérémie Janot - 2007-2008: Karim Benzema & Hugo Lloris - 2008-2009: André-Pierre Gignac & Cédric Carrasso - 2009-2010: Gervinho & Hugo Lloris - 2010-2011: Eden Hazard & Hugo Lloris - 2011-2012: Eden Hazard & Steeve Elana |

### Calciatore francese dell'anno
Fino al 1995 era assegnato esclusivamente a calciatori francesi che giocavano in Francia, da allora questa limitazione è caduta. Dal 2001 la giuria è costituita dai precedenti vincitori del premio stesso.

### Allenatore francese dell'anno
È un premio attribuito dal magazine francese sulla base dei voti di una giuria di allenatori convocata dal magazine stesso.

### Squadra nazionale dell'anno
Alla fine dell'anno solare France Football attribuisce questo premio per la migliore squadra nazionale, per ognuno dei continenti. La categoria per l'Europa è la prima a essere stata creata, nel 1959.

#### Europa
| - 1959: Ungheria - 1960: Unione Sovietica - 1961: Austria - 1962: Cecoslovacchia - 1963: Svezia - 1964: Spagna e Ungheria - 1965: Inghilterra - 1966: Inghilterra - 1967: Unione Sovietica - 1968: Germania Ovest - 1969: Inghilterra - 1970: Italia - 1971: Inghilterra e Unione Sovietica - 1972: Germania Ovest - 1973: Italia - 1974: Inghilterra e Paesi Bassi - 1975: Cecoslovacchia - 1976: Germania Ovest - 1977: Germania Ovest | - 1978: Paesi Bassi - 1979: Jugoslavia - 1980: Germania Ovest - 1981: Germania Ovest - 1982: Italia - 1983: Danimarca - 1984: Francia - 1985: Unione Sovietica - 1986: Spagna - 1987: Inghilterra - 1988: Paesi Bassi - 1989: Paesi Bassi - 1990: Germania Ovest - 1991: Francia - 1992: Danimarca - 1993: Germania - 1994: Italia e Svezia - 1995: Spagna - 1996: Germania | - 1997: Spagna - 1998: Francia - 1999: Norvegia - 2000: Francia - 2001: Spagna - 2002: Germania - 2003: Rep. Ceca - 2004: Grecia - 2005: Inghilterra - 2006: Italia - 2007: Spagna - 2008: Spagna - 2009: Spagna - 2010: Spagna - 2011: Germania - 2012: Spagna - 2013: Spagna e Germania - 2014: Germania - 2015: Inghilterra | - 2016: Portogallo - 2017: Spagna e Germania - 2018: Francia - 2019: Portogallo - 2020: Francia - 2021: Italia |

#### Sudamerica
| - 1992: Brasile - 1993: Colombia - 1994: Brasile - 1995: Brasile - 1996: Colombia - 1997: Brasile - 1998: Brasile - 1999: Brasile - 2000: Argentina - 2001: Argentina | - 2002: Brasile - 2003: Argentina - 2004: Brasile - 2005: Brasile - 2006: Brasile - 2007: Brasile - 2008: Paraguay - 2009: Brasile - 2010: Uruguay - 2011: Uruguay | - 2012: Argentina - 2013: Brasile - 2014: Argentina - 2015: Cile - 2016: Cile - 2017: Brasile - 2018: Brasile - 2019: Brasile - 2020: Brasile - 2021: Argentina |

#### Africa
| - 1992: Nigeria e Costa d'Avorio - 1993: Nigeria - 1994: Nigeria - 1995: Tunisia - 1996: Sudafrica - 1997: Marocco - 1998: Egitto - 1999: Tunisia - 2000: Camerun - 2001: Senegal | - 2002: Senegal - 2003: Camerun - 2004: Tunisia - 2005: Tunisia - 2006: Ghana - 2007: Senegal - 2008: Egitto - 2009: Algeria - 2010: Ghana - 2011: Ghana | - 2012: Costa d'Avorio - 2013: Nigeria - 2014: Algeria - 2015: Costa d'Avorio - 2016: Uganda - 2017: Egitto - 2018: Mauritania - 2019: Algeria - 2020: Algeria - 2021: Senegal |

#### America centrale
| - 1991: Stati Uniti - 1992: Messico - 1993: Messico - 1994: Stati Uniti - 1995: Stati Uniti - 1996: Messico - 1997: Messico - 1998: Messico - 1999: Messico - 2000: Stati Uniti | - 2001: Costa Rica - 2002: Stati Uniti - 2003: Messico - 2004: Stati Uniti - 2005: Stati Uniti - 2006: Messico - 2007: Stati Uniti - 2008: Stati Uniti - 2009: Stati Uniti - 2010: Messico | - 2011: Messico - 2012: Messico - 2013: Stati Uniti - 2014: Costa Rica - 2015: Messico - 2016: Costa Rica - 2017: Messico - 2018: Messico - 2019: Messico - 2020: Messico | - 2021: Stati Uniti |

### Asia
| - 1997: Corea del Sud - 1998: Iran - 1999: Uzbekistan - 2000: Giappone - 2001: Giappone - 2002: Corea del Sud - 2003: Oman - 2004: Giappone | - 2005: Giappone - 2006: Australia - 2007: Iraq - 2008: Australia - 2009: Australia - 2010: Corea del Sud - 2011: Giappone - 2012: Giappone | - 2013: Iran - 2014: Giappone - 2015: Australia - 2016: Iran - 2017: Iran - 2018: Giappone - 2019: Qatar - 2020: Corea del Sud | - 2021: Giappone |

#### Oceania
| - 2002: Nuova Zelanda - 2003: Australia - 2004: Australia - 2005: Australia - 2006: Nuova Zelanda - 2007: Nuova Caledonia | - 2008: Nuova Zelanda - 2009: Nuova Zelanda - 2010: Nuova Zelanda - 2011: Nuova Caledonia - 2012: Nuova Zelanda - 2013: Nuova Zelanda | - 2014: Non attribuito - 2015: Tahiti - 2016: Nuova Zelanda - 2017: Nuova Zelanda - 2018: Nuova Zelanda - 2019: Nuova Zelanda | - 2020: Nuova Zelanda - 2021: Nuova Zelanda |

### Dream Team del Pallone d'oro
Nel 2020 è stato annunciato un riconoscimento speciale ai migliori calciatori ad aver giocato nel periodo di assegnazione del Pallone d'oro. La formazione finale è un 3-4-3, selezionata dai giurati del Pallone d'oro tra 110 candidati, è stata annunciata il 14 dicembre 2020.
| Ruolo              | Naz.                        | Giocatore              | Periodo di attività |
| ------------------ | --------------------------- | ---------------------- | ------------------- |
| Portiere           | Unione Sovietica (bandiera) | Lev Jašin              | 1950 - 1970         |
| Terzino destro     | Brasile (bandiera)          | Cafu                   | 1989 - 2008         |
| Difensore centrale | Germania (bandiera)         | Franz Beckenbauer      | 1964 - 1983         |
| Terzino sinistro   | Italia (bandiera)           | Paolo Maldini          | 1985 - 2009         |
| Cen. difensivo     | Germania (bandiera)         | Lothar Matthäus        | 1979 - 2000         |
| Cen. difensivo     | Spagna (bandiera)           | Xavi                   | 1997 - 2019         |
| Cen. offensivo     | Brasile (bandiera)          | Pelé                   | 1957 - 1977         |
| Cen. offensivo     | Argentina (bandiera)        | Diego Armando Maradona | 1976 - 1997         |
| Ala destra         | Argentina (bandiera)        | Lionel Messi           | 2003 - in attività  |
| Centravanti        | Brasile (bandiera)          | Ronaldo                | 1993 - 2011         |
| Ala sinistra       | Portogallo (bandiera)       | Cristiano Ronaldo      | 2002 - in attività  |

## Corrispondenti
- Antonio Felici